# Binakal (plaats)
Binakal is een bestuurslaag in het regentschap Bondowoso van de provincie Oost-Java, Indonesië. Binakal telt 1009 inwoners (volkstelling 2010).